# Léa Seydoux
Léa Seydoux (født 1. juli 1985 i Paris) er en fransk skuespillerinde, blandt andet kendt for rollen som den lesbiske Emma i filmen Adeles liv fra 2013, som hun modtog guldpalmen for ved filmfestivalen i Cannes i 2013.

## Opvækst
Léa Seydoux er datter af Valérie Schlumberger, fra Schlumberger-familien, og iværksætteren Henri Seydoux samt
barnebarn til præsidenten for Pathé, Jérôme Seydoux.
Efter gymnasiet tog hun undervisning i teater på blandt andet teaterskolen Les Enfants Terribles.[kilde mangler]

## Karriere
I december 2014 kom det frem, at hun skulle spille med i James Bond-filmen Spectre, der fik premiere i oktober 2015.
 Dette afsnit eller denne liste er kun påbegyndt. Hvis du ved mere om emnet, kan du hjælpe Wikipedia ved at tilføje mere.

## Filmografi
| År   | Titel                                | Rolle                  | Note(r)       |
| ---- | ------------------------------------ | ---------------------- | ------------- |
| 2006 | Mes copines                          | Aurore                 |               |
| 2007 | Une vieille maîtresse                | Oliva                  |               |
| 2007 | 13 French Street                     | Jenny                  |               |
| 2008 | Les vacances de Clémence             | Jackie                 | Tv-film       |
| 2008 | De la guerre                         | Marie                  |               |
| 2008 | Des poupées et des anges             | Gisèle                 |               |
| 2008 | La belle personne                    | Junie                  |               |
| 2009 | Des illusions                        | La fille du métro      |               |
| 2009 | Inglourious Basterds                 | Charlotte LaPadite     |               |
| 2009 | Miraklet i Lourdes                   | Maria                  |               |
| 2009 | Plein sud                            | Léa                    |               |
| 2010 | Sans laisser de traces               | Fleur                  |               |
| 2010 | Robin Hood                           | Isabelle d'Angoulême   |               |
| 2010 | Belle Épine                          | Prudence Friedmann     |               |
| 2010 | Petit tailleur                       | Marie-Julie            | Kortfilm      |
| 2010 | Roses à crédit                       | Marjoline              |               |
| 2010 | Mysteres de Lisbonne                 | Blanche de Montfort    |               |
| 2011 | Le roman de ma femme                 | Ève                    |               |
| 2011 | Minuit à Paris                       | Gabrielle              |               |
| 2011 | Mysteres de Lisbonne                 | Blanche de Montfort    | Tv-miniserie  |
| 2011 | Time Doesn't Stand Still             | Elle                   | Kortfilm      |
| 2011 | Mission: Impossible - Ghost Protocol | Sabine Moreau          |               |
| 2012 | Les adieux à la reine                | Agathe-Sidonie Laborde |               |
| 2012 | Drengen fra bjerget                  | Louise                 |               |
| 2013 | Prada: Candy                         | Candy                  | Kortfilm      |
| 2013 | Grand Central                        | Karole                 |               |
| 2013 | Adeles liv                           | Emma                   | Kapitel 1 & 2 |
| 2014 | The Grand Budapest Hotel             | Clotilde               |               |
| 2014 | La belle & la bête                   | La belle               |               |
| 2014 | Saint Laurent                        | Loulou de la Falaise   |               |
| 2015 | The Lobster                          | Leder af singlerne     |               |
| 2015 | Diary of a Chambermaid               | Célestine              |               |
| 2015 | Spectre                              | Madeleine Swann        |               |
| 2018 | Kursk                                | Tanya Averin           |               |
| 2021 | The French Dispatch                  | Simone                 |               |
| 2021 | No Time to Die                       | Madeleine Swann        |               |